# Крутовский сельсовет (Тамбовская область)
Крутовский сельсовет — сельское поселение в Петровском районе Тамбовской области Российской Федерации.
Административный центр — село Крутое.

## История
Статус и границы сельского поселения установлены Законом Тамбовской области от 17 сентября 2004 года № 232-З «Об установлении границ и определении места нахождения представительных органов муниципальных образований в Тамбовской области».

## Население
| 2010 | 2012 | 2013 | 2014 | 2015 | 2016 | 2017 |
| ---- | ---- | ---- | ---- | ---- | ---- | ---- |
| 923  | ↘898 | ↘863 | ↘823 | ↘797 | ↗809 | ↘802 |
| 2018 | 2019 | 2020 | 2021 |      |      |      |
| ↘794 | ↘787 | ↘755 | ↘515 |      |      |      |

## Состав сельского поселения
| № | Населённый пункт | Тип населённого пункта       | Население |
| - | ---------------- | ---------------------------- | --------- |
| 1 | Борисовка        | деревня                      | 4         |
| 2 | Калиновка        | деревня                      | 3         |
| 3 | Крутое           | село, административный центр | ↗547      |
| 4 | Марфинка         | деревня                      | 43        |
| 5 | Песковатка       | село                         | ↘166      |
| 6 | Предтечьево      | деревня                      | →0        |